# パズルガールズ (アイドルグループ)
パズルガールズは、2012年に結成された、日本の女性アイドルグループ。株式会社SCRAP所属。略称はパズガ。2014年12月12日にパズルガールズとしての活動休止とともに構造改革を行い、その後はラボプロジェクトとして活動していた。ここでは構造改革前のパズルガールズについて記す。

## 概要
歌って踊って、謎を出したり、出されたり。
リアル脱出ゲームを運営する株式会社SCRAPが、そのコンセプトである「物語を体験してもらうこと」をアイドルの成長過程を通じて実現するために結成した公式女性アイドルグループ。愛称は「パズルガールズ」を略して「パズガ」で、ファンは「パズルピース」を略して「パズピ」と呼ばれている。一般的なアイドル活動以外に、リアル脱出ゲームの公演なども行なっている。

## メンバー

### 現在のメンバー
| 名前         | よみがな        | 加入年月日            | 誕生日   | 血液型 | 身長  | ニックネーム | 担当パズル         | 備考                                                                                    |
| ------------ | --------------- | --------------------- | -------- | ------ | ----- | ------------ | ------------------ | --------------------------------------------------------------------------------------- |
| 四條美紗子   | しじょう みさこ | 2012年8月22日（1期）  | 4月19日  | A型    | 162cm | ミサミサ     | 迷路               | 元リーダー 地方担当 元ピンク担当 構造改革後はラボガールズへ                             |
| 新井あゆ美   | あらい あゆみ   | 2012年8月22日（1期）  | 4月24日  | B型    | 159cm | あゆ         | なぞなぞ           | 地方担当（熊本→四国） 元オレンジ担当 構造改革後はラボガールズへ                         |
| 浅川琴音     | あさかわ ことね | 2013年7月22日（2期）  | 5月22日  | O型    | 155cm | 琴ちゃん     | 覆面算             | お笑い芸人 team.？ 元黒色担当 構造改革後はクエスチョンへ お笑いコンビ大吟嬢として活動中 |
| のんちゃこ   | のんちゃこ      | 2013年7月22日（2期）  | 4月18日  | O型    | 156cm | のんちゃこ   | タングラム         | 福井県出身 地方担当（福井） 元黄緑担当 構造改革後はラボガールズへ                       |
| Jam          | じゃむ          | 2013年7月22日（2期）  | 12月31日 | O型    | 161cm | Jamさん      | アナグラム         | 元赤担当 構造改革後はラボガールズへ                                                     |
| 久木田かな子 | くきた かなこ   | 2013年7月22日（2期）  | 3月25日  | A型    | 158cm | くっきー     | ポリオミノ         | 声優 元白色担当 構造改革後はラボガールズへ                                              |
| 濱ヶ崎美季   | はまがさき みき | 2013年7月22日（2期）  | 10月24日 | A型    | 172cm | ハマー       | 魔方陣             | 内部ユニット「ハックガールズ」（元SIer） team.？ 元紫担当 構造改革後はクエスチョンへ    |
| だてあずみ。 | だて あずみ     | 2013年7月22日（2期）  | 10月23日 | AB型   | 158cm | だてこ       | ルービックキューブ | 俳優 元緑担当 構造改革後はラボガールズへ                                                |
| 安藤ひかる   | あんどう ひかる | 2014年4月19日（3期）  | 6月1日   | O型    | 163cm | ぽて子       | クロスワード       | team.？ 構造改革後はクエスチョンへ                                                      |
| 桃井美鈴     | ももい みすず   | 2014年4月19日（3期）  | 1月20日  | A型    | 160cm | みっすー     | ジグソーパズル     | team.？ 構造改革後はクエスチョンへ                                                      |
| 東野芽実     | ひがしの めみ   | 2014年10月8日（4期）  | 6月22日  | A型    | 165cm | のめみ       |                    | 構造改革後はラボガールズへ                                                              |
| 南杏果       | みなみ きょうか | 2014年10月13日（4期） | 6月23日  | A型    | 153cm | きょーちゃん |                    | team.？ 構造改革後はクエスチョンへ                                                      |

### 過去のメンバー
| 名前         | よみがな        | 加入年月日           | 誕生日  | 血液型 | 身長  | ニックネーム | 色/パズル  | 卒業年月日                                                                          |
| ------------ | --------------- | -------------------- | ------- | ------ | ----- | ------------ | ---------- | ----------------------------------------------------------------------------------- |
| アサイマユミ | あさい まゆみ   | 2012年8月22日（1期） | 1月28日 | O型    | 148cm | アサイ様     | 赤         | 2013年12月29日                                                                      |
| 竹内鈴       | たけうち りん   | 2012年8月22日（1期） | 3月12日 | O型    | 150cm | りんりん     | 黄         | 2013年10月31日                                                                      |
| 森 木ノ子    | もり きのこ     | 2012年8月22日（1期） | 7月4日  | A型    | 153cm | のこ姐       | 緑         | 2013年4月16日                                                                       |
| 鈴木 咲      | すずき さき     | 2012年8月22日（1期） | 1月24日 | O型    | 162cm | えす子       | 紫         | 2013年4月16日                                                                       |
| 三田アミ     | みた あみ       | 2012年8月22日（1期） | 3月10日 | O型    | 167cm | ミターミ     | スケルトン | 2014年12月12日 元青担当                                                             |
| 堤沙也       | つつみ さや     | 2013年7月22日（2期） | 1月17日 | A型    | 162cm | さやみん     | 論理パズル | 2014年12月12日 内部ユニット「ハックガールズ」（webエンジニア） 元team.？ 元水色担当 |
| 成岡さおり   | なるおか さおり | 2014年4月19日（3期） | 3月4日  | O型    | 165cm | なるる       | 数独       | 2014年12月12日                                                                      |
| chiko        | ちこ            | 2014年4月19日（3期） | 3月29日 | AB型   | 145cm | ちこちー     | 漢字パズル | 2014年12月12日                                                                      |

## 歩み

### 2011年
- 11月13日 SCRAPのHPに「パズルアイドル募集！謎・パズル界を激震させるアイドル『パズルガール』を急募！」の記事が掲載。
- 12月31日 SCRAPのHPにてパズルガールズ一次試験合格者10名の名前発表。

### 2012年
- 2月9日 SCRAPのHPにてパズルガールズ二次試験について告知。原宿ヒミツキチオブスクラップ出店発表と10名のプロフィールと写真公開。
- 5月18日 第一回パズルガールズオーディション実施。一次試験合格者9名＋飛び入り参加者3名の合計12名のうち、飛び入り参加者1名が辞退し、合計11名が合格とされる。しかしながら、2012.05.31 - 08.22の毎週水曜日に「オーディション」として候補生たちがイベント企画・出演し、毎回客が投票をして、最終的に上位7名が残る、というルールが決定される[4]。
- 8月9日 22日のオーディション最終回に観客を100名集められなければ即解散。しかし、100名集まれば上位7名でオリジナル楽曲を作成し、パズルガールズによる新作リアル脱出ゲーム「地下アイドル館からの脱出」を製作することが発表される。[5]
- 8月22日 パズルガールズナイト 160名を超える来場者と、これまでの投票で上位7名が、パズルガールズ1期生 正式メンバーとして決定。
- 11月27日 2013年2月26日 自らが企画制作・出演するリアル脱出ゲームであるパズルガールズ第1回公演「地下アイドル館からの脱出」開催。原宿ヒミツキチオブスクラップ[6][7]。
- 12月4日 1stシングル「世界はパズルで出来ている！」発売[8]。

### 2013年
- 3月15日 公式ブログ開設。
- 3月24日 ニコニコ本社での「体験型謎解きゲームのワークショップ」に出演[9]。
- 4月1日 書泉グランデで行われた「本屋迷宮からの脱出 プレス発表会」に「謎解きアイドル」として参加[10]。
- 4月16日 公式ブログにて、森木ノ子、鈴木咲の卒業を発表。2期生オーディションの開催を発表。
- 6月7日 7月21日 リアル脱出ゲームであるパズルガールズ第2回公演「呪われたオーディション会場からの脱出」開催。原宿ヒミツキチオブスクラップ。（2015年1月に道玄坂ヒミツキチラボにて約1ケ月のロングランでアンコール公演、同年9月から名古屋ヒミツキチオブスクラップと大阪ヒミツキチオブスクラップで約1ケ月のロングランで実施し、名古屋・大阪での開催期間中に全国5都市を巡回する）[11][12]
- 7月5日 2期生オーディション最終候補者12名を公表。webサイトでの投票スタート（7月21日まで）。
- 7月22日 パズルガールズ2期生オーディションNight！パズルガールズ2期生7名が決定。
- 8月6日 ヒミツキチオブスクラップ お茶会シリーズvol.3 謎解きお茶会3に謎メイドとして出演。
- 8月17日 第39回戸田ふるさと祭りで、謎解き企画をプロデュースするとともに出演[13]。
- 8月23日 FM Salus 84.1MHz 「なでしこRadio」に出演[14]。
- 8月24日 SCRAPがプロデュースした東京ドームシティアトラクションズの渡辺麻友xリアル脱出ゲーム「牢獄遊園地からまゆゆを救え!!!」の体験レポートとして謎解きに挑戦した模様が、東京ドームシティアトラクションズHP上で紹介される[15]。
- 8月24 - 25日 清里高原で行われた「パズガ合宿」により、2期生の色と、1期生2期生含めたメンバーの立ち位置が決定される。センターは、四條美紗子に決定[16]
- 8月28日 東京カルチャーカルチャーで「パズルガールズ くっきーとハモろうの会」開催[17]。
- 9月9日 - 11日 テレビ東京「一夜づけ」『ナゾトキネマ マダム・マーマレードの異常な謎【出題編】』 に、Jam、堤沙也、四條美紗子が出演[18]。
- 9月15日 書泉ブックタワーにて、「謎解きアイドルパズルガールズとボードゲームで遊んでみよ！」イベント開催[19]。
- 9月29日 SOD学園 学園祭にて初ライブ。
- 10月14日 消えたコスチュームを探せ！パズガとダービー イベント開催[20]。
- 10月28日 主催イベント「パズガパズピ大会議」にて、10月末日をもって竹内鈴の卒業を発表。
- 11月2,3日 謎フェス[21]出展、ミニライブ開催
- 11月3日 ナゾ学祭[22]出展
- 12月29日 「パズルガールズ☆魅惑の大忘年会！」にて、アサイマユミが卒業。

### 2014年
- 1月8日 3期生オーディションの開催を発表。
- 1月15日 初の内部ユニット「ハックガールズ」によるイベント「アイドルソングハッカソン」開催[23]。
- 2月14日 - 6月22日 リアル脱出ゲームであるパズルガールズ第3回公演「忘れられた実験室からの脱出」開催。道玄坂ヒミツキチラボ[24]。
- 2月26日 3期生オーディション最終候補者11名を公表。翌2月27日より毎週木曜日にヒミツキチラボにて「パズルガールズ3期生 オーディションNight！」を開催（4月19日の最終オーディションまで）。
- 3月2日 2ndシングル「きみとぼくのうた」発売。
- 4月1日 ハックガールズ デビュー楽曲「おしえて！恋のプロトコル」無償web配信開始[25]。
- 4月7日 フジテレビ主管のアイドルイベント『東京アイドルフェスティバル2014』への出演決定[26]。
- 4月19日 パズルガールズ3期生最終オーディションNight！パズルガールズ3期生4名が決定。
- 4月20日 パズルガールズ2ndシングル発売記念ライブ（道玄坂ヒミツキチラボ）を開催。
- 4月26日 担当カラー制度から担当パズル制度に変更。
- 5月1日- 毎週木曜、下北FMでレギュラー番組「パズルガール・Yのナゾトキ★レディオ」スタート。
- 5月15日- ほぼ毎週木曜の定期公演「パズルガールズ MYSTERY LIVE」スタート。
- 7月11日- リアル脱出ゲームであるパズルガールズ第4回公演「カジノロワイヤルからの脱出」開催。道玄坂ヒミツキチラボ[27]。
- 7月22日 「パズルガールズ MYSTERY LIVE」にて、ライブ選抜「team.？」と新曲「？（クエスチョン）」を発表。
- 7月29日 渋谷PLUGでワンマンライブ開催[28]。
- 8月2日 - 8月3日 TOKYO IDOL FESTIVAL 出演
- 8月11日 東野芽実オーディションナイト開催を発表 [29]
- 10月8日 東野芽実 正式メンバーとして決定。
- 10月13日 よみうりランド 日テレらんらんホールにて、主催フェス『謎解きアイドルフェスティバル』開催。共演・BELLRING少女ハート・プラニメ・ゆるめるモ!。team.？新メンバー、南杏果加入。
- 11月8日 パズルガールズの活動休止と構造改革を発表 [30]
- 12月12日 渋谷PLUGで「パズルガールズ最後のワンマンライブ」を開催。これをもって三田アミ、堤沙也、成岡さおり、chikoの4名の卒業と構造改革が行われ、パズルガールズとしては活動休止に伴い分割再編の上、7人が『ラボガールズ』として、5人が『クエスチョン』として再出発した。

## オーディション結果

### 1期生
| 順位 | 名前               | 得票数 |
| ---- | ------------------ | ------ |
| 1位  | アサイマユミ       | 156票  |
| 2位  | 森木ノ子           | 56票   |
| 3位  | 新井あゆ美         | 55票   |
| 4位  | 三田アミ           | 47票   |
| 5位  | 四條美紗子         | 40票   |
| 6位  | りんりん（竹内鈴） | 36票   |
| 7位  | 鈴木咲             | 14票   |

1. ↑  オーディション期間とパズルガールズナイトの総得票数

### 2期生
| 最終順位 | 名前         | web投票数   | オーディションナイト得票数(うちweb投票持ち越し分) |
| -------- | ------------ | ----------- | ------------------------------------------------- |
| 1位      | 堤沙也       | 2096票(1位) | 56票(17票)                                        |
| 2位      | 浅川琴音     | 208票(12位) | 41票(2票)                                         |
| 3位      | のんちゃこ   | 1237票(5位) | 39票(10票)                                        |
| 3位      | Jam          | 1736票(3位) | 39票(14票)                                        |
| 5位      | 久木田かなこ | 1632票(4位) | 36票(13票)                                        |
| 6位      | 濱ヶ崎美季   | 1209票(6位) | 35票(10票)                                        |
| 6位      | だてあずみ。 | 1846票(2位) | 35票(15票)                                        |

1. ↑  比率で全票数を100に圧縮

### 3期生
| 順位 | 名前                | 得票数 |
| ---- | ------------------- | ------ |
| 1位  | 成岡 さおり、ぽて子 | 123票  |
| 2位  | chiko               | 122票  |
| 3位  | 桃井 美鈴           | 101票  |

1. ↑  オーディション期間とパズルガールズナイトの総得票数

### 4期生
| 日付 | 集客数 | 得票数 |
| ---- | ------ | ------ |
| 9/17 | 52名   | 48票   |
| 9/22 | 22名   | 19票   |
| 10/1 | 26名   | 18票   |
| 10/8 | 名     | 39票   |

1. ↑  総得票数が100票以上で合格

## ディスコグラフィ

### シングル
| #                           | 発売日                     | 曲番                       | 収録曲                                    | 作詞                       | 作曲／編曲                 | 販売媒体                   |                            |
| 世界はパズルで出来ている！  | 世界はパズルで出来ている！ | 世界はパズルで出来ている！ | 世界はパズルで出来ている！                | 世界はパズルで出来ている！ | 世界はパズルで出来ている！ | 世界はパズルで出来ている！ | 世界はパズルで出来ている！ |
| --------------------------- | -------------------------- | -------------------------- | ----------------------------------------- | -------------------------- | -------------------------- | -------------------------- | -------------------------- |
| 1                           | 2012年12月4日              | 1                          | 世界はパズルで出来ている！                | 加藤隆生                   | 伊藤忠之                   | CD ＋ 謎                   |                            |
| 1                           | 2012年12月4日              | 2                          | 限りある世界で                            | 加藤隆生                   | 伊藤忠之                   | CD ＋ 謎                   |                            |
| 1                           | 2012年12月4日              | 3                          | 世界はパズルで出来ている！ 〜instrumental | 加藤隆生                   | 伊藤忠之                   | CD ＋ 謎                   |                            |
| 1                           | 2012年12月4日              | 4                          | 限りある世界で 〜instrumental             | 加藤隆生                   | 伊藤忠之                   | CD ＋ 謎                   |                            |
| きみとぼくのうた            |                            |                            |                                           |                            |                            |                            |                            |
| 2                           | 2014年3月2日               | 1                          | きみとぼくのうた                          | 加藤隆生                   | 伊藤忠之                   | CD ＋ 謎                   |                            |
| 2                           | 2014年3月2日               | 2                          | 脱出応援歌                                | 吉村さおり                 | 伊藤忠之                   | CD ＋ 謎                   |                            |
| 2                           | 2014年3月2日               | 3                          | きみとぼくのうた (instrumental)           | 加藤隆生                   | 伊藤忠之                   | CD ＋ 謎                   |                            |
| 2                           | 2014年3月2日               | 4                          | 脱出応援歌 (instrumental)                 | 吉村さおり                 | 伊藤忠之                   | CD ＋ 謎                   |                            |
| ？（クエスチョン）          |                            |                            |                                           |                            |                            |                            |                            |
| 3                           | 2014年7月23日              | 1                          | ？（クエスチョン）                        | 吉村さおり                 | 松隈ケンタ                 | OTOTOY                     |                            |
| 3                           | 2014年7月23日              | 2                          | カジノロワイヤルにようこそ                | 加藤隆生                   | 伊藤忠之                   | OTOTOY                     |                            |
| 3                           | 2014年7月23日              | 3                          | ？（クエスチョン）(a cappella)            | 吉村さおり                 | 松隈ケンタ                 | OTOTOY                     |                            |
| 3                           | 2014年7月23日              | 4                          | カジノロワイヤルにようこそ(a cappella)    | 加藤隆生                   | 伊藤忠之                   | OTOTOY                     |                            |
| ？（クエスチョン）          |                            |                            |                                           |                            |                            |                            |                            |
| 4                           | 2014年7月29日              | 1                          | ？（クエスチョン）                        | 吉村さおり                 | 松隈ケンタ                 | CD ＋ 謎                   |                            |
| 4                           | 2014年7月29日              | 2                          | カジノロワイヤルにようこそ                | 加藤隆生                   | 伊藤忠之                   | CD ＋ 謎                   |                            |
| 4                           | 2014年7月29日              | 3                          | ？（クエスチョン）(a cappella)            | 吉村さおり                 | 松隈ケンタ                 | CD ＋ 謎                   |                            |
| 4                           | 2014年7月29日              | 4                          | カジノロワイヤルにようこそ(a cappella)    | 加藤隆生                   | 伊藤忠之                   | CD ＋ 謎                   |                            |
| カジノロワイヤルにようこそ  |                            |                            |                                           |                            |                            |                            |                            |
| 5                           | 2014年7月29日              | 1                          | カジノロワイヤルにようこそ                | 加藤隆生                   | 伊藤忠之                   | CD ＋ 謎                   |                            |
| 5                           | 2014年7月29日              | 2                          | ？（クエスチョン）                        | 吉村さおり                 | 松隈ケンタ                 | CD ＋ 謎                   |                            |
| 5                           | 2014年7月29日              | 3                          | カジノロワイヤルにようこそ (instrumental) | 加藤隆生                   | 伊藤忠之                   | CD ＋ 謎                   |                            |
| 5                           | 2014年7月29日              | 4                          | ？（クエスチョン） (instrumental)         | 吉村さおり                 | 松隈ケンタ                 | CD ＋ 謎                   |                            |
| 愛されたい!／HAPPY BIRTHDAY |                            |                            |                                           |                            |                            |                            |                            |
| 5                           | 2014年12月3日              | 1                          | 愛されたい!                               | 吉村さおり                 | 伊藤忠之                   | CD ＋ 謎 ／ OTOTOY         |                            |
| 5                           | 2014年12月3日              | 2                          | HAPPY BIRTHDAY                            | 吉村さおり                 | emile                      | CD ＋ 謎 ／ OTOTOY         |                            |
| 5                           | 2014年12月3日              | 3                          | 愛されたい!(アカペラ)                     | 吉村さおり                 | 伊藤忠之                   | CD ＋ 謎 ／ OTOTOY         |                            |
| 5                           | 2014年12月3日              | 4                          | HAPPY BIRTHDAY(アカペラ)                  | 吉村さおり                 | emile                      | CD ＋ 謎 ／ OTOTOY         |                            |

### ユニット曲
| #                        | 配信日                   | ユニット名               | 収録曲                   | 作詞                          | 作曲／編曲               | 配信場所                 |                          |
| おしえて！恋のプロトコル | おしえて！恋のプロトコル | おしえて！恋のプロトコル | おしえて！恋のプロトコル | おしえて！恋のプロトコル      | おしえて！恋のプロトコル | おしえて！恋のプロトコル | おしえて！恋のプロトコル |
| ------------------------ | ------------------------ | ------------------------ | ------------------------ | ----------------------------- | ------------------------ | ------------------------ | ------------------------ |
| 1                        | 2014年4月1日             | ハックガールズ           | おしえて！恋のプロトコル | ハックガールズwithPuzzlePiece | CHEEBOW                  | GitHub                   |                          |